# Kajmany na Mistrzostwach Świata w Lekkoatletyce 2023
Kajmany na Mistrzostwach Świata w Lekkoatletyce 2023 – reprezentacja Kajmanów podczas mistrzostw świata w Budapeszcie liczyła jednego zawodnika.

## Skład reprezentacji

### Mężczyźni
| Zawodnik      | Konkurencja                | Eliminacje | Eliminacje | Półfinał | Półfinał | Finał | Finał   | Źródło |
| Zawodnik      | Konkurencja                | Wynik      | Pozycja    | Wynik    | Pozycja  | Wynik | Pozycja | Źródło |
| ------------- | -------------------------- | ---------- | ---------- | -------- | -------- | ----- | ------- | ------ |
| Rasheem Brown | bieg na 110 m przez płotki | 14,02      | 40.        | NQ       | NQ       | NQ    | NQ      | [ 1 ]  |